# 247 градусів за Фаренгейтом
«247 градусів за Фаренгейтом» (англ. 247 °F) — фільм режисера Левана Бакха, Грузія 2011 року.

## Сюжет
Четверо друзів вирушають у будинок на березі озера, щоби весело провести вихідні…

### Розвиток подій
Але вік-енд перетворюється у справжнісінький жах, коли троє з них опиняються у замкненій гарячій сауні. Благання про допомогу не приносять результатів. Температура стрімко зростає. Ян змушений розбити вікно. Вони знаходять за термометром термостат й вирішують його не чіпати. У спробах вибратися із пастки Ян приводить до короткого замикання, сподіваючись, що разом зі світлом вимкнеться і нагрівач. Це не спрацьовує.
Прибігла собака Бо, яка почула крики про допомогу, вона біжить до Вейда, щоб привести його до сауни, але той не розуміє поведінки собаки, думаючи, що на неї так подіяв феєрверк.

### Кульмінаційні моменти
Нарешті Ренне вирішує вирвати термостат. Дженна заважає це зробити, і Ренне падає. Через кілька хвилин Дженна сама ламає термостат. Це посилює полум'я у печі.
Раптом Ян, дивлячись на посилений вогонь, починає сміятися божевільним сміхом і ламає піч. Вона вибухає, відкидаючи закривавленого Яна в куток сауни.
Двері відчиняються і звідти вивалюється Дженна. Вона йде до холодильника, бере пляшку з водою і жадібно п'є її. Потім дівчина йде у спальню, сідає на ліжко і чує крик Ренне. Вона приходить до тями у кутку сауни. Це виявилося лише видіння. Вона з усіх сил намагається врятувати життя Ренне. Потім дівчина втрачає свідомість. Далі показується причина, чому друзі застрягли у сауні.

### Розв'язка подій
Наступна сцена відбувається вже через кілька хвилин. Приїхала поліція і швидка допомога. Поліціянти допитують Вейда, а санітари ввозять Дженну і Ренне у салон швидкої допомоги. Поруч біля паркану в каятті сидить Майкл. Ренне бере Дженну за руку.

## У ролях
- Скаут Тейлор-Комптон — Дженна
- Тревіс Ван Вінкл — Ян
- Христина Уллоа — Ренне
- Тайлер Мейн — Вейд
- Майкл Копон — Майкл